# Непорово
Непорово — деревня в Торжокском районе Тверской области. Входит в состав Сукромленского сельского поселения.

## История
На карте Мёнде деревня Непорова имеет 13 дворов.
Согласно Списку населённых мест Новторжского уезда  1889 года деревня входила в Сукромленскую волость Новоторжского уезда.
До 2005 года деревня входила в Сукромленский сельский округ Торжокского района.

## Население
На 2008 год в деревня проживало 36 жителей.
| 2010 |
| ---- |
| 38   |